# Andinoacara
Az Andinoacara a sugarasúszójú halak (Actinopterygii) osztályának sügéralakúak (Perciformes) rendjébe, ezen belül a bölcsőszájúhal-félék (Cichlidae) családjába tartozó nem.

## Tudnivalók
Két faj kivételével, melyek Közép-Amerikában is előfordulnak, az összes többi Andinoacara-faj kizárólag Dél-Amerikában fordul elő. Testméretük fajtól függően 10-20 centiméter között mozog.

## Rendszerezés
A nembe az alábbi 8 faj tartozik:
- Andinoacara biseriatus (Regan, 1913)
- Andinoacara blombergi Wijkmark, Kullander & Barriga Salazar, 2012
- Andinoacara coeruleopunctatus (Kner, 1863)
- Andinoacara latifrons (Steindachner, 1878) - típusfaj
- kék akara (Andinoacara pulcher) (Gill, 1858)
- arany akara (Andinoacara rivulatus) (Günther, 1860)
- Andinoacara sapayensis (Regan, 1903)
- Andinoacara stalsbergi Musilová, Schindler & Staeck, 2009